# Schritte auf dem Mond

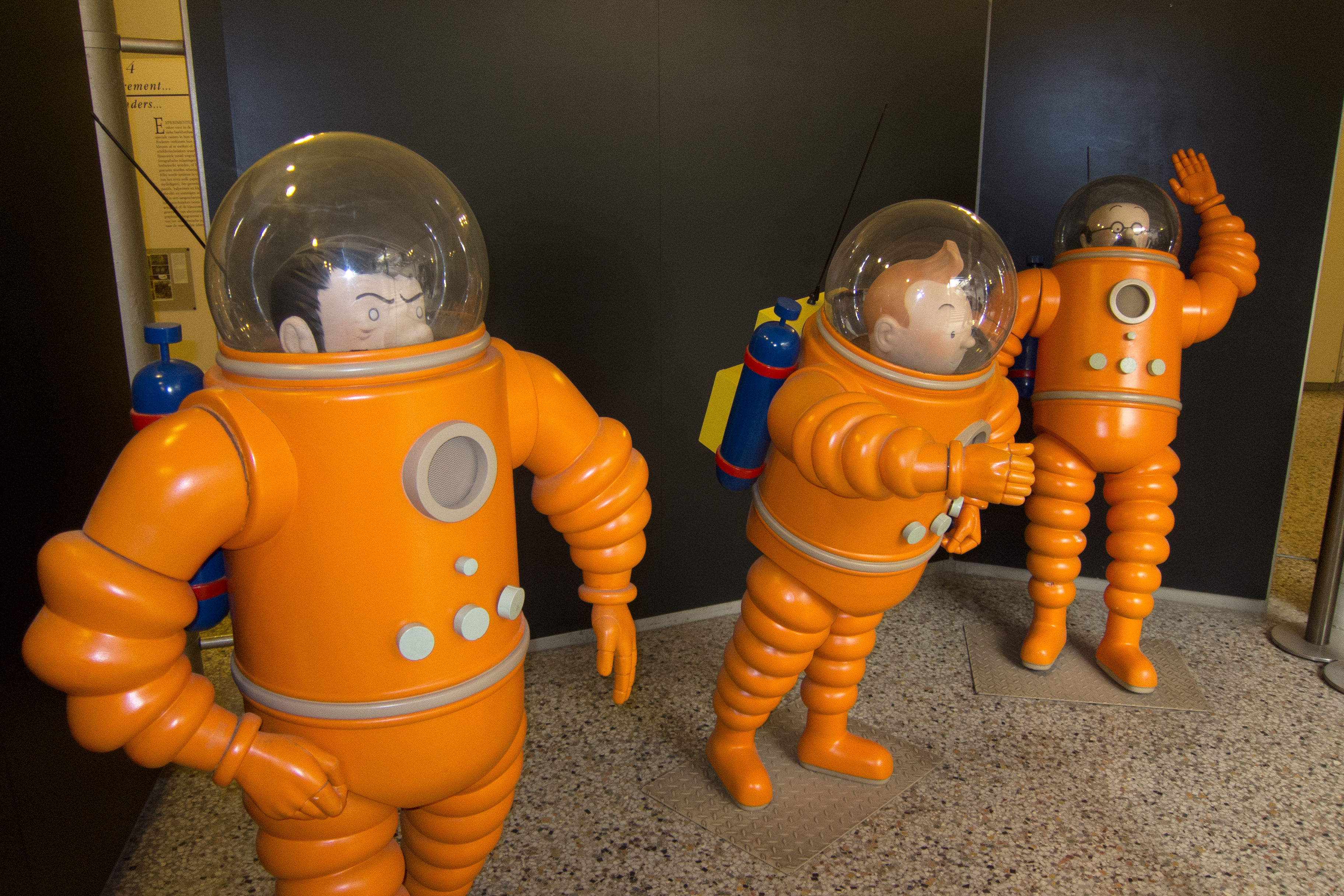
Kapitän Haddock, Tim und Professor Bienlein in Raumanzügen
(von links, Figuren im Belgischen Comiczentrum, 2011)

Schritte auf dem Mond (französischer Originaltitel: On a marché sur la Lune) ist das siebzehnte Tim-und-Struppi-Album des belgischen Zeichners Hergé. Der 1954 erschienene Band ist die unmittelbare Fortsetzung von Reiseziel Mond und beschreibt die Erlebnisse von Tim, Struppi, Kapitän Haddock und Professor Bienlein auf dem Mond. Ins Deutsche übersetzt wurde er von Ilse Strasmann.

## Handlung
Fortsetzung von Reiseziel Mond
Die Bodenstation wird nervös: Noch immer bleiben die Funkrufe in die Nacht ohne Antwort. Auch die Unbekannten, die den Funkverkehr abhören, werden langsam ungeduldig, dennoch sollte die Mission wie geplant ablaufen.
Als Erster kommt Struppi wieder zu sich – als ob Hergé gewusst hätte, dass die ersten Lebenszeichen aus dem Weltraum von einem Hund stammen würden. Struppi weckt Tim, der endlich feststellen kann, dass alle an Bord den Start unbeschadet überstanden haben: Er selbst, Haddock, Bienlein und der Ingenieur Wolff. Sogleich gibt es die erste Überraschung: Die beiden Schultzes sind ebenfalls an Bord! Sie wollten eigentlich die Rakete bewachen, um Sabotagen in der Nacht vor dem Start zu verhindern. Dabei haben sie aber verpasst, dass der Start auf 1:34 h morgens festgelegt war, nicht auf 13:34 h am folgenden Tag. Das größte Problem, das sich dadurch jetzt stellt, ist der begrenzte Sauerstoffvorrat. Dieser war natürlich für vier Personen berechnet und nicht für sechs (ohne Struppi).
Für den nächsten Eklat sorgt der Kapitän: Er betrinkt sich mit seinem mitgeschmuggelten Whisky. Weil gleichzeitig noch die künstliche Schwerkraft ausfällt, da Schulze aus Versehen den Antrieb der Rakete abgestellt hat, versucht er erstaunt, die sich zu Kugeln formende Flüssigkeit wieder in sein Glas zu bekommen. Während die Rakete die Bahn des Asteroiden Adonis kreuzt, verliert er komplett den Verstand und verlässt die Rakete, um nach Schloss Mühlenhof zurückzukehren – glücklicherweise immerhin mit dem Raumanzug. Tim muss einige Tricks anwenden, um den zum Satelliten von Adonis gewordenen Kapitän wieder einzufangen und an Bord zu bringen. Diesmal ist es Tim, der eine Standpauke hält – ein Metier, das sonst dem Kapitän vorbehalten ist.
Als der Professor seinen Begleitern das „Umkehrmanöver“ für die Rakete erklären will – dabei soll die Rakete so gedreht werden, dass ihr Triebwerk nun gegen den Mond zeigt, um sie abzubremsen – erschallt ein Alarm, der sie darauf aufmerksam macht, dass sie auf Kollisionskurs mit einem Meteoriten sind. Der Professor ist völlig ruhig und vertraut darauf, dass seine automatische Steuereinheit dieser Gefahr selbstständig ausweichen wird. Auf die Frage, ob sie bei einem Einschlag tatsächlich pulverisiert worden wären, erklärt er trocken, dass das nicht das Schlimmste wäre, sondern dass er dann mit seinen Berechnungen von vorne hätte anfangen müssen.

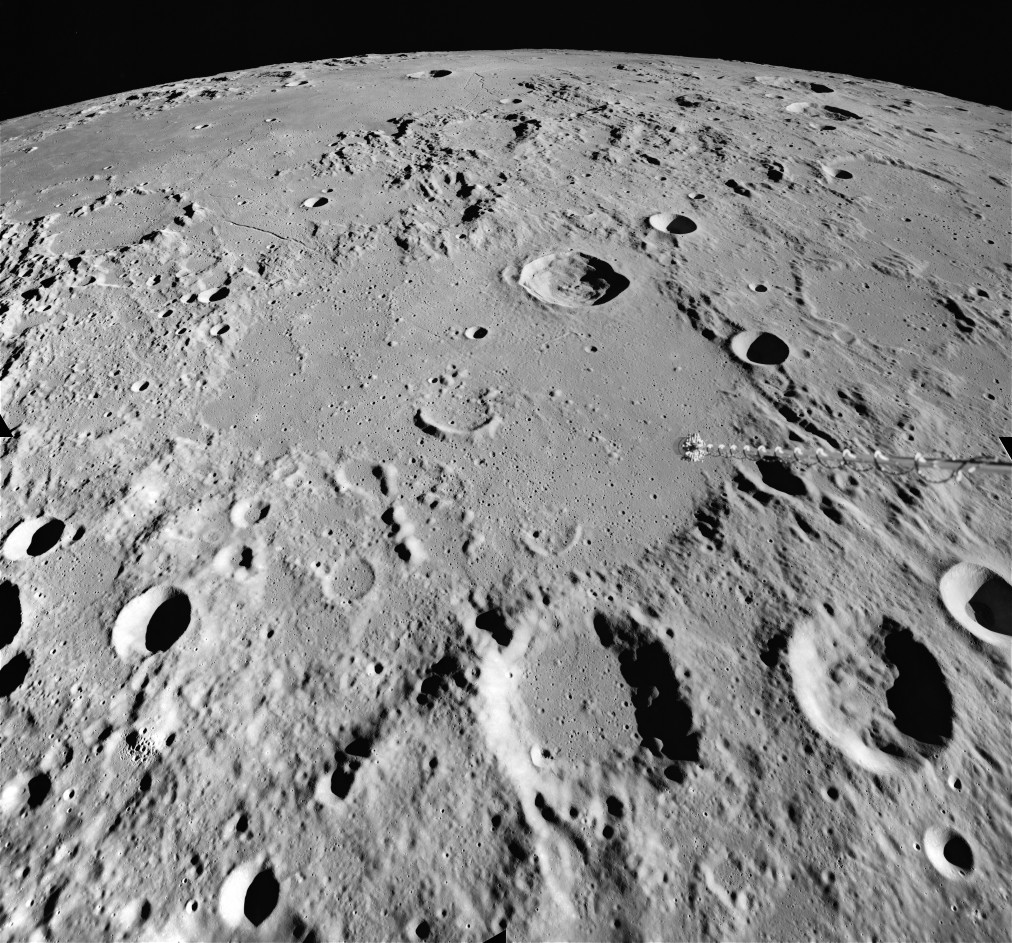
Der Hipparchus-Krater (in Bildmitte, NASA-Aufnahme)

Bienlein hat als Landestelle den Hipparchus-Krater ausgesucht. Dieser liegt in der Nähe des Mondäquators. Der französische Name des Kraters cirque Hipparque verleitet zu allerlei Scherzen, hauptsächlich auf Kosten der beiden Polizisten, die sich darauf freuen, einmal wieder eine Zirkusvorstellung zu sehen. Der Kapitän hat auch gehört, dass der Zirkus zwei Clowns sucht ...
Auch sonst machen die beiden Schultzes nicht gerade den intelligentesten Eindruck. So weigern sie sich zunächst, sich für die Landung hinzulegen, da sie gar nicht müde seien. Auf den Befehl des Professors gehorchen sie dann zwar, ziehen sich jedoch zunächst einen Pyjama an, da man sich doch nicht bekleidet hinlege.
Durch die Bremsleistung der Rakete werden die Passagiere nun erneut bewusstlos. Die Rakete setzt jedoch mit der automatischen Steuerung sauber auf dem Erdtrabanten auf. Nachdem alle wieder zu sich gekommen sind, bekommt Tim die große Ehre, als Erster den Mond zu betreten. Als er den Mond betritt, nimmt Hergé durch ihn beinahe schon die Szene vorweg, die am 21. Juli 1969 um die Welt ging:

« Ça y est !... J’ai fait quelques pas !... Pour la première fois sans doute dans l’histoire de l’humanité,
ON A MARCHÉ SUR LA LUNE ! »

„Es ist so weit! Ich habe einige Schritte gemacht! Ohne Zweifel zum ersten Mal in der Geschichte der Menschheit gab es
SCHRITTE AUF DEM MOND!“

Nach Tim betreten auch der Kapitän und Struppi den Mond – für den Hund wurde ebenfalls ein Raumanzug entworfen. Danach beginnt das Ausladen der Rakete. Die technischen Geräte sowie das Mondfahrzeug, ein ziemlich großes, panzerartiges Kettenfahrzeug, werden entladen.
Nachdem die Ausrüstung und der Panzer montiert sind, machen sie sich an die Erkundung des Mondes. In einer Höhle entdeckt Tim zunächst Stalagmiten und Stalaktiten und schließlich sogar Eis.
Während sich der Kapitän mit den beiden Schultzes und dem Professor auf eine längere Erkundungsfahrt macht, bleibt Tim mit Wolff in der Rakete zurück und repariert ein defektes Funkgerät. Dabei beginnt Wolff, sich sehr merkwürdig zu benehmen. Er wird ohne ersichtlichen Grund äußerst nervös und möchte Tims Angebot, ihm im Laderaum zu helfen, keinesfalls annehmen. Bald wird klar weshalb, denn nun betritt Colonel Jorgen die Szene. Er hatte sich mit Wolffs Hilfe an Bord der Rakete versteckt und schlägt nun Tim nieder und fesselt ihn. Jorgen war bereits in König Ottokars Zepter Tims Gegenspieler gewesen, wo er eine Intrige gegen den König angezettelt hatte. Jorgen fordert Wolff auf, sofort mit der Startsequenz der Rakete zu beginnen und die anderen auf dem Mond zurückzulassen. Wolff findet dies zwar nicht gut, aber Jorgen erklärt ihm, dass ansonsten nicht genügend Sauerstoff an Bord wäre. Offensichtlich sollen die Rakete und mit ihr die Forschungsergebnisse entwendet werden.
Der Start der Rakete schlägt jedoch fehl, weil sich Tim rechtzeitig befreien und das Triebwerk sabotieren konnte. Wolff und Jorgen werden gefesselt, und Wolff gesteht seinen Fehler, da er versteht, was für ein schlechter Mensch Jorgen ist und worauf er sich da eingelassen hatte. Er war wegen Spielschulden erpresst worden. Jorgen bot ihm an, ihm zu helfen, wenn er ihn nicht verraten würde. Die beiden werden im Laderaum festgebunden. Für die Mannschaft stellt sich jetzt das Problem, dass die Rakete durch Tims Sabotage beschädigt ist und der Sauerstoffvorrat noch einmal reduziert wurde. Zwar will der Kapitän beide Gefangenen auf dem Mond zurücklassen, Tim ist damit jedoch nicht einverstanden.
Drei Tage später ist die Rakete abflugbereit, just als sich der Mondtag dem Ende zuneigt. Erneut werden die Besatzungsmitglieder beim Start bewusstlos, aber ansonsten funktioniert alles wie geplant. Nach dem Start sorgt die Schusseligkeit der beiden Polizisten allerdings dafür, dass Jorgen sich befreien kann. Er will Tim, Haddock und den Professor erschießen, damit genügend Sauerstoff für ihn übrig bleibt. Beim Gerangel, das entsteht, als sich Wolff dazwischenwirft, löst sich ein Schuss und tötet Jorgen selbst.
Nun wird der Sauerstoff allmählich wirklich knapp und das Atmen fällt schwerer. Wolff, der das Vertrauen Tims wiedergewonnen hatte, verschwindet plötzlich aus dem Schlafsaal, während die anderen schlafen. Der Kapitän, der sich noch nicht so sicher über dessen wahre Reue war, sucht ihn. Er findet jedoch nur einen von Reue geprägten Abschiedsbrief. Der Ingenieur hat die Rakete verlassen und sich selbst geopfert, um den anderen die Rückkehr zur Erde zu ermöglichen.
Das Atmen ist nun kaum noch möglich. Mit allerletzter Kraft schafft es Tim, die automatische Steuerung für die Landung zu aktivieren, bevor auch er bewusstlos wird. Die Rakete setzt sicher auf der Erde auf, aber es gibt keine Lebenszeichen mehr. Das zu Hilfe eilende Bodenpersonal schneidet sofort ein Loch in die Rakete, und die Passagiere werden ins Freie befördert. Sie sind nach einer kurzen Erholungsphase alle wohlauf. Der Professor verspricht im Trinkspruch zum Erfolg, sie würden alle zusammen eines Tages auf den Mond zurückkehren ...

## Hintergrund
Dieser zweite Teil der Mondflug-Geschichte wurde 1954 publiziert, immer noch 15 Jahre vor Apollo 11 und auch noch vor dem Start von Sputnik 1. Es ist daher gemäß Hergé eines der „exotischen“ Abenteuer. In den nachfolgenden Bänden kehren die Geschichten wieder mehr in das von ihm geschaffene „Tim-und-Struppi-Universum“ zurück.

### Die Mondrakete

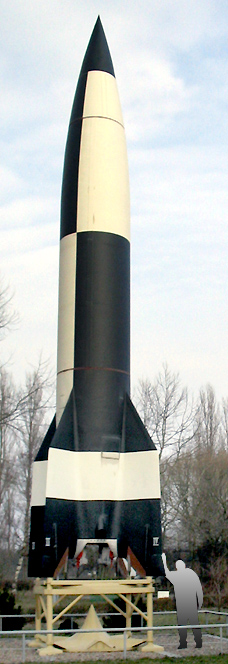
Aggregat 4

Die Rakete sieht äußerlich dem im Zweiten Weltkrieg entwickelten Aggregat 4 (das als „V2“-Waffe bekannt wurde) sehr ähnlich, insbesondere auch durch die rot-weiße Farbgebung. Solche Modelle waren in den Science-Fiction-Filmen der ersten Hälfte des 20. Jahrhunderts ebenfalls üblich. In Erdnähe verwendet die Rakete einen Verbrennungsantrieb aus Salpetersäure und Anilin, im Weltraum einen Nuklearantrieb. Die Forschungen zu letzterem sind auch heute noch nicht sehr weit fortgeschritten oder wurden aus Kosten- oder Sicherheitsgründen eingestellt.

### Die Schwerkraft
In der Rakete können sich die Protagonisten die meiste Zeit wie auf der Erde aufrecht bewegen. Eine ständige Beschleunigung beziehungsweise nach dem Umkehrmanöver ein ständiges Abbremsen sorgt für die nötige Schwerkraft. Als die Rakete einmal aus Schusseligkeit von einem der Schultzes gestoppt wird, sieht man, wie sich der Whisky des Kapitäns aus dem Glas löst und frei im Raum bewegt. Wegen der Kapillarkraft, wie man heute weiß, würde sich dieser aber rund um das Glas festsaugen. Richtig dargestellt aber ist, dass sich frei schwebende Flüssigkeit zu einer Kugel formt.
Diese Art, eine künstliche Schwerkraft zu erzeugen, wurde in der Realität nie verwendet, da sie zu viel Treibstoff verbrauchen würde und auch nicht beliebig lange möglich ist. Die Flugbahn der Apollo-Kapseln war so berechnet, dass sie nach Verlassen des Erdschwerefeldes ohne Antrieb die Strecke zum Mond zurücklegen konnten.
Die reduzierte Schwerkraft auf dem Mond wird von Hergé sehr realistisch dargestellt. Dass ein kleiner Asteroid wie Adonis eine starke Gravitationskraft auf eine Person ausüben könnte, ist jedoch völlig übertrieben.

### Auf dem Mond
Die Raumanzüge sind den später tatsächlich verwendeten recht ähnlich. Auch der Tatsache, dass es wegen der fehlenden Luft keinen Schall gibt, ist sich der Zeichner bewusst. Die Zeichnungen der Kraterlandschaft des Mondes sind recht realistisch.
Während es lange Zeit als sehr unwahrscheinlich galt, dass auf dem Mond Eis existieren könnte, da es aufgrund des fehlenden Luftdrucks sofort sublimieren würde, legen Forschungsergebnisse seit dem frühen 21. Jahrhundert nahe, dass die Mondoberfläche tatsächlich Wasser enthält.
Die vom Mond aus betrachtete Erde ist völlig wolkenfrei. Damals ging man wohl davon aus, dass Wolken aus großer Entfernung durchsichtig wären. Die Erde erscheint einem Astronauten auf dem Mond deutlich größer, als sie von Hergé gezeichnet wurde. Zudem müsste sie sich vom angegebenen Landepunkt aus gesehen im Zenit befinden.

## Werk
Auch dieser Band wurde zwischen Erstveröffentlichung im Magazin Tintin und der heute üblichen Buchform teilweise wesentlich verändert.
Wie auch schon bei Reiseziel Mond wurde das Werk stark von verschiedenen Science-Fiction-Filmen aus der ersten Hälfte des 20. Jahrhunderts beeinflusst. Zu den wegweisenden Werken jener Zeit zählen Frau im Mond (1929) und Endstation Mond (1950). Aus ersterem stammen zum Beispiel die Ideen vom Sauerstoffmangel, vom Opfer und vom blinden Passagier.
Auf Druck seines Verlegers und katholischer Kreise änderte Hergé den Abschiedsbrief von Wolff so, dass er weniger als Selbstmord denn als Opfer verstanden werden kann.

## Adaptionen
Das Werk wurde, wie sein Vorgänger, in beiden bisherigen Zeichentrick-Verfilmungen verwendet. Im Gegensatz zu den meisten anderen Verfilmungen der Tim-und-Struppi-Bände gibt es vor allem in der Fassung von 1962 einige wesentliche Änderungen gegenüber dem Buch. So ist das Ziel der Reise, Struppi wiederzufinden, der an Bord einer Experimentalrakete zum Mond flog. Die Episode, in der sich der Kapitän mit Whisky betrinkt, wurde ebenfalls ersetzt. Auch der Tod von Jorgen und Wolff wurde gestrichen: Die beiden kehren zwar gefesselt, aber lebendig zur Erde zurück.
In der neueren Zeichentrick-Fassung entsprach das Ende demjenigen des Comicalbums. Als Sprecher der deutschen Sprachversion fungierten u. a. Walter von Hauff als Jorgen und Eberhard Prüter als Wolff.
Ein Videospiel mit dem Namen Tintin sur la Lune wurde 1990 von Infogrames veröffentlicht. Es war erhältlich für Amiga, ZX Spectrum, Amstrad, Atari ST und MS-DOS.
Der Raumfahrtunternehmer Elon Musk orientierte sich beim Design seines Raumschiffs „Starship“ an der Mondrakete von Tim und Struppi.